# Pseudophera heveli
Pseudophera heveli är en insektsart som beskrevs av Kramer 1976. Pseudophera heveli ingår i släktet Pseudophera och familjen dvärgstritar.
Artens utbredningsområde är Costa Rica. Inga underarter finns listade i Catalogue of Life.